# سرزمین کنعان (فیلم)
«سرزمین کنعان» (انگلیسی: Land of Canaan (film)) فیلمی در ژانر مرموز و ترسناک است. از بازیگران آن می‌توان به نیو کمبل، رابرت انگلوند، و کریستینا اپل‌گیت اشاره کرد.